# Puff: Wonders of the Reef
Puff: Wonders of the Reef is een Australisch-Amerikaanse natuurdocumentaire uit 2021, geregisseerd door Nick Robinson en gemaakt voor Netflix. Het verhaal volgt een baby-kogelvis en biedt een beeld van het ecosysteem van het Groot Barrièrerif vanuit het perspectief van de vis. De voice-over is ingesproken door Rose Byrne. De documentaire werd uitgebracht op 16 december 2021 op Netflix.

## Ontvangst
Na de première is de documentaire goed kritisch ontvangen. Sabrina McFarland van Common Sense Media beschreef de film: “De kleurrijke koraalriffen en hun bewoners, vastgelegd door cameraman Pete West, geven een indrukwekkend tintje aan deze spectaculaire documentaire”. In haar recensie beoordeelde zij het vier van de vijf mogelijke sterren.
Jordan Russell Lyon van de site Ready Steady Cut beschreef de film: “Is misschien wel een van de beste documentaires die dit jaar is uitgezonden. De beelden van begin tot eind zijn indrukwekkend. Indien mogelijk moet deze documentaire van een uur op een groot televisiescherm worden bekeken”. Greg Wheeler, die voor The Review Geek schreef, noemde de film: “Een prachtige kleine documentaire over de natuur en de natuur, een perfect cadeau om met het gezin van te genieten”.

## Prijzen en nominaties
| Jaar | Prijs                              | Categorie                           | Genomineerde(n)                     | Uitslag     |
| ---- | ---------------------------------- | ----------------------------------- | ----------------------------------- | ----------- |
| 2021 | Critics' Choice Documentary Awards | Best cinematografie                 | Pete West                           | Genomineerd |
| 2021 | Critics' Choice Documentary Awards | Beste wetenschap/natuurdocumentaire | Beste wetenschap/natuurdocumentaire | Genomineerd |